# Campeonato Argentino 1920
El Campeonato Argentino 1920  constituyó la primera edición de dicha competición oficial organizada por la Asociación Amateur de Football. Contó con la participación de 6 equipos, todos seleccionados representantes de ligas y/o provincias del país. Se disputó entre los días 9 y 12 de octubre en el Estadio de Gimnasia y Esgrima.
Fue el primer campeonato de carácter nacional que incorpora equipos fuera de Buenos Aires y Rosario. 
Consagró campeón a la anfitriona Asociación Amateurs de Football, que se hizo con la Copa Presidente de la Nación Argentina, al imponerse en la final por 2 a 0 ante la Asociación Amateurs Rosarina de Football, que obtuvo la Copa Intendente Municipal Ciudad de Buenos Aires.

## Sistema de disputa
De los 6 participantes, 4 iniciaron desde Cuartos de final. Mientras que los equipos de la Asociación Amateur y la Asociación Rosarina iniciaron desde semifinales. El torneo se desarrolló plenamente bajo un formato de eliminación directa, donde cada equipo enfrentaba a su rival de turno a partido único.

## Equipos participantes
| Equipo                                   | Jurisdicción                       |
| ---------------------------------------- | ---------------------------------- |
| Asociación Amateurs de Football          | Área Metropolitana de Buenos Aires |
| Asociación Amateurs Rosarina de Football | Rosario                            |
| Federación Cordobesa de Football         | Córdoba                            |
| Federación Tucumana de Football          | Tucumán                            |
| Liga Correntina de Football              | Corrientes                         |
| Liga Cultural de Football                | Santiago del Estero                |

## Resultados
|  | Cuartos de final    | Cuartos de final |         |   | Semifinales | Semifinales |  |              | Final | Final |  |
|  |                     |                  |         |   |             |             |  |              |       |       |  |
|  |                     |                  |         |   |             |             |  |              |       |       |  |
|  |                     |                  |         |   |             |             |  |              |       |       |  |
|  |                     |                  |         |   |             |             |  |              |       |       |  |
|  |                     |                  |         |   |             |             |  |              |       |       |  |
|  |                     | Buenos Aires     | 5       |   |             |             |  |              |       |       |  |
|  |                     |                  | 5       |   |             |             |  |              |       |       |  |
|  |                     |                  | Córdoba | 0 |             |             |  |              |       |       |  |
|  | Córdoba             | 3                | Córdoba | 0 |             |             |  |              |       |       |  |
|  | Córdoba             | 3                |         |   |             |             |  |              |       |       |  |
|  | Santiago del Estero | 1                |         |   |             |             |  |              |       |       |  |
|  | Santiago del Estero | 1                |         |   |             |             |  | Buenos Aires | 2     |       |  |
|  |                     |                  |         |   |             |             |  | Buenos Aires | 2     |       |  |
|  |                     |                  | Rosario | 0 |             |             |  |              |       |       |  |
|  |                     |                  | Rosario | 0 |             |             |  |              |       |       |  |
|  |                     |                  |         |   |             |             |  |              |       |       |  |
|  |                     |                  |         |   |             |             |  |              |       |       |  |
|  |                     | Rosario          | 2       |   |             |             |  |              |       |       |  |
|  |                     |                  | 2       |   |             |             |  |              |       |       |  |
|  |                     |                  | Tucumán | 0 |             |             |  |              |       |       |  |
|  | Tucumán             | 4                | Tucumán | 0 |             |             |  |              |       |       |  |
|  | Tucumán             | 4                |         |   |             |             |  |              |       |       |  |
|  | Corrientes          | 0                |         |   |             |             |  |              |       |       |  |
|  | Corrientes          | 0                |         |   |             |             |  |              |       |       |  |
|  |                     |                  |         |   |             |             |  |              |       |       |  |

### Cuartos de final
| 9 de diciembre | Córdoba                           | 3:1 (2:0) | Santiago del Estero                                                                                                 | Estadio de Gimnasia y Esgrima, Buenos Aires |  |
|                | · Salvatelli 15', 19' · Pieri 62' |           | Beltrán · López · Paz · A. Díaz · Ibarra · Figueroa · Jerez · C. Luna · Mertuchi · J. Díaz · I. Luna · 57' Mertucci |                                             |  |

| 9 de diciembre | Tucumán | 4:0 (3:0) | Corrientes                                                                 | Estadio de Gimnasia y Esgrima, Buenos Aires |  |
|                | Sica · Chocobar · Rodríguez · Tártalo · Carino · López · J. Bollea · E. Herrera · Prat Gãy · M. Herrera · J. Bollea 6' · Prat Gãy 16' · Iturri 29' · M. Herrera 51' |           | Maciek Álvarez Carlevaro Acosta Salou Reggi Maraso Vidal López Soto Oviedo |                                             |  |

### Semifinales
| 10 de diciembre | Rosario | 2:0 (1:0) | Tucumán                                                                                       | Estadio de Gimnasia y Esgrima, Buenos Aires |  |
|                 | Ortolani · Sarasíbar · Molinari · Mulhall · Revilla · Perazzo · Curell · Blanco · H. Hayes · E. Hayes · Francia · H. Haces 30' · Blanco 61' |           | Sica Chocobar Rodríguez Tártaro Carino López J. Bollea E. Herrera C. Bollea Iturri M. Herrera |                                             |  |

| 10 de diciembre | Buenos Aires | 5:0 (2:0) | Córdoba                                                                                | Estadio de Gimnasia y Esgrima, Buenos Aires |  |
|                 | Croce · Omar · Barreto · Mattozzi · Olazar · Célico · Garré · Zavaleta · Caldas · Rofrano · Chavín · Caldas 21', 32' · Barreto 74' (pen.) · Rofrano 82' · Zavaleta 87' |           | Nieri Risler Rossetti Falco Capitanelli Bolognino Prax Salvatelli Lascano Pieri Bustos |                                             |  |

### Final
| 12 de diciembre | Buenos Aires | 2:0 (1:0) | Rosario                                                                                      | Estadio de Gimnasia y Esgrima, Buenos Aires |  |
|                 | Croce · Omar · Barreto · Mattozzi · Olazar · Célico · Perinetti · Zavaleta · Caldas · Rofrano · Chavín · Caldas 7' · Rofrano 61' |           | Ortolani Sarasíbar Molinari Mulhall Revilla Perazzo Curell Barrios H. Hayes E. Hayes Francia |                                             |  |

|                                  |
|                                  |
| Campeón Buenos Aires 1.er título |

## Goleadores
| Jugador    | Goles | Equipo              |
| ---------- | ----- | ------------------- |
| Caldas     | 3     | Buenos Aires        |
| Salvatelli | 2     | Córdoba             |
| Rofrano    | 2     | Buenos Aires        |
| Barreto    | 1     | Buenos Aires        |
| Zavaleta   | 1     | Buenos Aires        |
| H. Hayes   | 1     | Rosario             |
| Blanco     | 1     | Rosario             |
| J. Bollea  | 1     | Tucumán             |
| Prat Gãy   | 1     | Tucumán             |
| Iturri     | 1     | Tucumán             |
| M. Herrera | 1     | Tucumán             |
| Pieri      | 1     | Córdoba             |
| Mertucci   | 1     | Santiago del Estero |

## Estadísticas
| Pos. | Equipo              | Pts. | J | G | E | P | GF | GC | DG |
| ---- | ------------------- | ---- | - | - | - | - | -- | -- | -- |
| 1.°  | Buenos Aires        | 4    | 2 | 2 | 0 | 0 | 7  | 0  | 7  |
| 2.°  | Rosario             | 2    | 2 | 1 | 0 | 1 | 2  | 2  | 0  |
| 3.°  | Tucumán             | 2    | 2 | 1 | 0 | 1 | 4  | 2  | 2  |
| 4.°  | Córdoba             | 2    | 2 | 1 | 0 | 1 | 3  | 6  | -3 |
| 5.°  | Santiago del Estero | 0    | 1 | 0 | 0 | 1 | 1  | 3  | -2 |
| 6.°  | Corrientes          | 0    | 1 | 0 | 0 | 1 | 0  | 4  | -4 |